# Bob Bruce Ashton
Bob Bruce Ashton (* 2. Januar 1921 in Omaha/Nebraska; † 14. November 2006 in Springfield/Missouri) war ein US-amerikanischer Komponist und Musikpädagoge.
Ashton studierte am Peru State College in Nebraska (Bachelor), an der Southwest Missouri State University in Springfield (Master of Arts) und absolvierte ein Postgraduiertenstudium an der University of Nebraska, der University of Missouri und University of Colorado Denver. Während des Zweiten Weltkrieges diente er in der US Army.
Ab 1946 unterrichtete er Instrumental- und Vokalmusik in Nebraska, Iowa, Colorado und Missouri. Vierzehn Jahre lang betreute er Summerscape, ein Förderprogramm für Kinder und Jugendliche der Drury University, zwei Jahre unterrichtete er Komposition an der Southwest Missouri State University. Insgesamt komponierte Ashton mehr als 800 Werke. 1964 wurde sein Album Songs of Living Faith für einen Grammy Award nominiert. 1972 wurde er in die Songwriters Hall of Fame aufgenommen.